# Helianthemum heerii
Helianthemum heerii är en solvändeväxtart som beskrevs av Bruegg.. Helianthemum heerii ingår i släktet solvändor, och familjen solvändeväxter. Inga underarter finns listade i Catalogue of Life.